# Ischnogasteroides picteti
Ischnogasteroides picteti är en stekelart som först beskrevs av Henri Saussure 1852.  Ischnogasteroides picteti ingår i släktet Ischnogasteroides och familjen Eumenidae. Utöver nominatformen finns också underarten I. p. tenuis.